# 小行星2144
小行星2144（2144 Marietta）是一颗围绕太阳公转的小行星。1975年1月18日，柳德米拉·切爾尼赫在克里米亚发现了此天体。
該小行星以蘇聯作家瑪麗葉·沙吉尼揚命名。
这颗小行星的绝对星等为279.66459等。